# Spomen-križ
Spomen-križ je građevina u obliku kršćanskog križa. Poput spomen-ploče, njime se obilježava mjesto koje je po nečem značajno i vrijedno. Veličinom i svrhom razlikuje se od križa krajputaša, od kojega je veći, a namjena mu je u spomen na određene osobe i/ili događaje. Krajputaš može biti i križ ili obični kamen kao spomen na osobu koja je na tom mjestu poginula, ali ako je i križna oblika, nije isto kao spomen-križ, koji je znatno veći. Spomen-križevi obično su veći od visine običnog odraslog čovjeka. Od monumentalnih križeva razlikuju se veličinom i namjenom. Monumentalni su još veći od spomen-križeva, a namjena im je slična poput križeva krajputaša ili križeva na sljemenima, simbolizirajući kršćanstvo tog kraja i istovremeno označavajući Božju zaštitu nad tim krajem.